# Open Sud de France 2013
Open Sud de France 2013 byl tenisový turnaj pořádaný jako součást mužského okruhu ATP World Tour, který se hrál v montpellierské aréně na krytých dvorcích s tvrdým povrchem. Konal se mezi 4. a 10. únorem 2013 ve francouzském Montpellieru jako 26. ročník turnaje.
Turnaj s rozpočtem 467 800 eur patřil do kategorie ATP World Tour 250. Nejvýše nasazený ve dvouhře, český hráč a světová šestka Tomáš Berdych, se odhlásil pro poranění levého zápěstí.

## Mužská dvouhra

### Nasazení
| Stát    | Hráč               | ATP1) | Nasazení |
| ------- | ------------------ | ----- | -------- |
| Česko   | Tomáš Berdych      | 6.    | 1.       |
| Srbsko  | Janko Tipsarević   | 9.    | 2.       |
| Francie | Richard Gasquet    | 10.   | 3.       |
| Francie | Gilles Simon       | 14.   | 4.       |
| Rusko   | Nikolaj Davyděnko  | 37    | 5        |
| Francie | Julien Benneteau   | 38.   | 6.       |
| Srbsko  | Viktor Troicki     | 39.   | 7.       |
| Francie | Benoît Paire       | 42.   | 8.       |
| Francie | Paul-Henri Mathieu | 54.   | 9.       |

- 1) Žebříček ATP k 28. lednu 2013.

### Jiné formy účasti
Následující hráči obdrželi divokou kartu do hlavní soutěže:
- Arnau Brugués-Davi
- Adrián Menéndez
- Guillermo Olaso
- Florent Serra
  -  Kenny de Schepper – jako šťastný poražený

### Odhlášení
- Roberto Bautista-Agut
- Tomáš Berdych (poranění levého zápěstí)
- Nicolas Mahut
- Xavier Malisse
- Jürgen Zopp

### Skrečování
- Viktor Troicki
- Adrian Ungur

## Mužská čtyřhra

### Nasazení
| Stát               | Hráč              | Stát               | Hráč            | ATP1) | Nasazení |
| ------------------ | ----------------- | ------------------ | --------------- | ----- | -------- |
| Spojené království | Colin Fleming     | Spojené království | Jonathan Marray | 41.   | 1.       |
| Spojené státy      | Eric Butorac      | Austrálie          | Paul Hanley     | 72.   | 2.       |
| Filipíny           | Treat Conrad Huey | Spojené království | Dominic Inglot  | 77.   | 3.       |
| Spojené království | Jamie Delgado     | Spojené království | Ken Skupski     | 115.  | 3.       |

- 1) Žebříček ATP k 28. lednu 2013; číslo je součtem umístění obou členů páru.

### Jiné formy účasti
Následující páry obdržely divokou kartu do hlavní soutěže:
- Kenny de Schepper /  Fabrice Martin
- Gaël Monfils /  Josselin Ouanna

## Přehled finále

### Mužská dvouhra
- Richard Gasquet vs.  Benoît Paire, 6–2, 6–3

### Mužská čtyřhra
- Marc Gicquel /  Michaël Llodra vs.  Johan Brunström /  Raven Klaasen, 6–3, 3–6, [11–9]